# Баккер, Билли
Билли Пьер Баккер (нидерл. Billy Pierre Bakker; род. 23 ноября 1988, Амстердам) — нидерландский хоккеист на траве, полузащитник и нападающий. Серебряный призёр летних Олимпийских игр 2012 года, участник летних Олимпийских игр 2016 и 2020 годов, двукратный серебряный призёр чемпионата мира 2014 и 2018 годов, бронзовый призёр чемпионата мира 2010 года, трёхкратный чемпион Европы 2015, 2017 и 2021 годов, серебряный призёр чемпионата Европы 2011 года, двукратный бронзовый призёр чемпионата Европы 2013 и 2019 годов.

## Биография
Билли Баккер родился 23 ноября 1988 года в нидерландском городе Амстердам.
Начал заниматься хоккеем на траве в 6-летнем возрасте в клубе «Рандвик». В 10 лет перебрался в «Амстердамсе».
В 2007—2021 годах выступал за «Амстердамсе», в составе которого дважды стал чемпионом Нидерландов (2011—2012), четырежды был призёром Евролиги: серебряным в 2012 и 2016 годах, бронзовым в 2010 и 2013 годах. С 2012 года был капитаном команды. В 2017 году играл за «Калинга Лансерз», с которым выиграл чемпионат Индии.
28 ноября 2009 года дебютировал в сборной Нидерландов в матче Трофея чемпионов в Мельбурне против Испании (3:2).
Трижды становился медалистом чемпионата мира: в 2010 в Нью-Дели завоевал бронзовую медаль, в 2014 году в Гааге и в 2018 году в Бхубанешваре — серебряные.
Шесть раз становился призёром чемпионата Европы: выигрывал золото в 2015 году в Лондоне, в 2017 году в Амстелвене и в 2021 году в Амстелвене, серебро в 2011 году в Мёнхенгладбахе, бронзу в 2013 году в Боме и в 2019 году в Антверпене.
Трижды был призёром Трофея чемпионов: бронзовым в 2010 году в Мёнхенгладбахе и в 2011 году в Окленде, серебряным в 2012 году в Мельбурне.
В 2012 году вошёл в состав сборной Нидерландов по хоккею на траве на летних Олимпийских играх в Лондоне и завоевал серебряную медаль. Играл в поле, провёл 7 матчей, забил 6 мячей (три в ворота сборной Великобритании, два — Новой Зеландии, один — Южной Корее).
В сезоне-2012/13 выиграл финал Мировой лиги в Нью-Дели.
В 2016 году вошёл в состав сборной Нидерландов по хоккею на траве на летних Олимпийских играх в Рио-де-Жанейро, занявшей 4-е место. Играл в поле, провёл 8 матчей, забил 1 мяч в ворота сборной Австралии.
В 2017 и 2018 годах номинировался на звание лучшего хоккеиста мира по версии Международной федерации хоккея на траве.
В 2021 году вошёл в состав сборной Нидерландов по хоккею на траве на летних Олимпийских играх в Токио, занявшей 6-е место. Играл в поле, провёл 6 матчей, забил 1 мяч в ворота сборной Канады.
Завершил игровую карьеру по окончании Олимпиады.
В 2009—2021 годах сыграл за сборную Нидерландов 236 матчей, забил 65 мячей. Был капитаном команды.